# Mike Mainieri

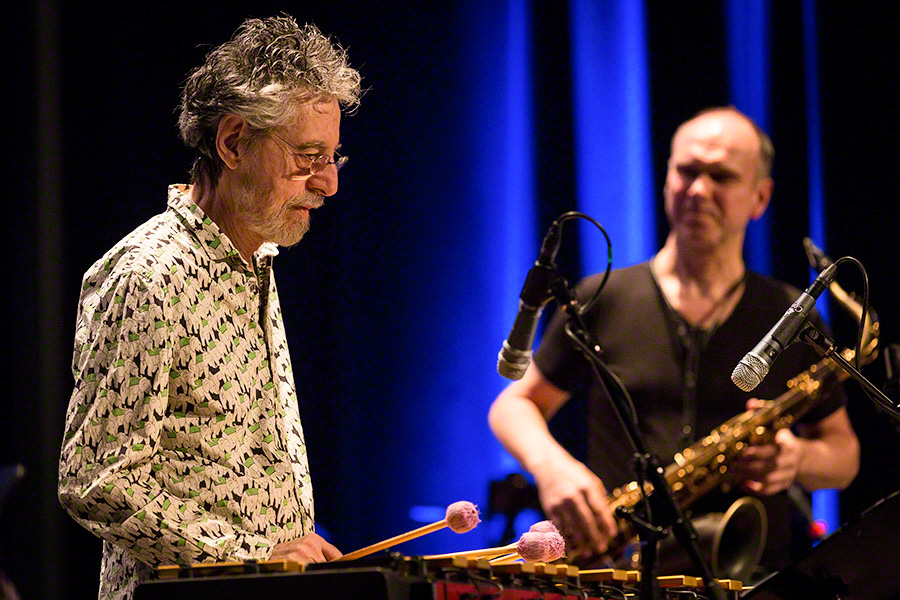
Mainieri, Oslo (2016)

Mike Mainieri es un vibrafonista estadounidense de jazz y jazz fusion.

## Biografía
Nacido en una familia de músicos, los estudios musicales de Mike Mainieri comenzaron muy pronto. Con 14 años giraba al frente de su propio trío de jazz al lado de la Orquesta de Paul Whiteman, y con 17 formaba parte del sexteto de Buddy Rich, banda con la que permaneció hasta 1962 y de la que era, además, arreglista. Durante ese período inicial, Mainieri levo a cabo una intensa actividad como músico de estudio, grabando una cierta cantidad de discos pop, tocó con figuras tan importantes como Billie Holiday, Dizzy Gillespie, Coleman Hawkins, Benny Goodman o Wes Montgomery, y recibió, con tan solamente 18 años el Premio Internacional de la Crítica.
En 1962 se une al grupo de jazz rock Jeremy & The Satyrs, al lado de su líder, el flautista Jeremy Steig y de Warren Bernhardt, Donald MacDonald, Adrian Guilery, o Eddie Gomez. La banda actuaría en el famoso Club Go Go de Nueva York junto a artistas como Frank Zappa o Jimi Hendrix, y acabaría convirtiéndose en el germen del que se constituiría la famosa White Elephant Orchestra, una Big band experimental con miembros tan respetados como George Young, Frank Vacari, Michael Brecker, y Ronny Cuber (as, ts, bs), Barry Rogers y Jon Pierson (tb), Jon Faddis, Lew Soloff, y Randy Brecker (tp) y una sección rítmica de lujo: Steve Gadd, Tony Levin, Donald MacDonald, Warren Bernhardt, Joe Beck, David Spinozza, y Hugh McCraken. Entre 1969 y 1972 la White Elephant actuó y grabó en los mejores clubs y estudios de Nueva York, influenciando enormemente a bandas seminales del jazz fusion que se originarían a partir de ella, como Dreams, The Brecker Brothers, Ars Nova, L'Images, etc.
A finales de los 70, Mainieri funda la legendaria banda de jazz fusion Steps Ahead, que se convertiría en una plataforma para jóvenes músicos y por la que pasarían Michael Brecker, Eddie Gomez, Steve Gadd, Don Grolnick, Peter Erskine, Eliane Elias, Rachel Z, Victor Bailey, Warren Bernhardt, Chuck Loeb, Darryl Jones, Mike Stern, Jimi Tunnel, Joe Henderson, Marcus Miller, Joe Lovano, Larry Coryell, o Jim Hall, entre otros muchos.
En 1992 funda su propio sello discográfico, NYC Records, bajo el que graban nuevas figuras como Zachary Breaux, Rachel Z, George Garzone, Myron Walden, o Philip DeGruy, además del nuevo proyecto de Mainieri al lado de músicos como Joe Lovano, George Garzone, Eddie Gomez, o Peter Erskine (American Diary) y -como no- su Steps Ahead.

## Estilo y valoración
Reconocido principalmente como un gran vibrafonista de jazz, el talento de Mainieri abarca asimismo los campos de la producción, arreglos y composición musical. A través de una exitosa carrera que comprende ya cinco décadas, Mike ha colaborado con las más grandes figuras del jazz, ha registrado un gran número de grabaciones y ha contribuido al descubrimiento de no pocos nuevos talentos. El talento de Mainieri y el respeto que impone su trayectoria son aspectos bien conocidos por la crítica.

## Colaboraciones
Como compositor, arreglista y ejecutante, Mike ha contribuido participado en más de 100 álbumes de oro y platino. Una figura conocida más allá del ámbito del jazz, Mainieri ha trabajado, entre otros, con Paul Simon, Linda Ronstadt, Aerosmith, Billy Joel, Janis Ian, James Taylor, Dire Straits o Bonnie Raitt. Además, ha sido el productor de artistas como George Benson, Andy Summers, o los integrantes de Steps Ahead, Bendik o Rachel Z.

## Discografía seleccionada
Como solista, Mike Mainieri ha efectuado un buen número de grabaciones bajo sellos como Argo, Solid State, Arista, Artists House, Warner Bros o Elektra Records.:

### En Solitario
- 1962 Blues on the Other Side
- 1967 Insight
- 1968 Journey Through an Electric Tube
- 1972 White Elephant
- 1977 Love Play
- 1978 Free Smiles
- 1981 Wanderlust
- 1995 An American Diary
- 1996 Live at Seventh Avenue South
- 1996 White Elephant, Vol. 2
- 1999 An American Diary, Vol. 2: The Dreamings
- 1999 Man Behind Bars
- 2006 Northern Lights
- 2009 Twelve Pieces
- 2010 Trinary Motion

### ConSteps Ahead
- 1980 Step by Step
- 1982 Paradox
- 1982 Smokin' in the Pit
- 1983 Steps Ahead
- 1984 Modern Times
- 1986 Live in Tokyo 1986
- 1986 Magnetic
- 1989 N.Y.C.
- 1992 Yin-Yang
- 1994 Vibe
- 2005Holding Together